# Joan Vilanova i Roset
Joan Vilanova i Roset (Manresa, 1908 - 1990) fou un dibuixant i il·lustrador català. La intensa i prolongada passió pel dibuix de Joan Vilanova, el va dur a convertir-se en un dels artistes més importants que ha tingut la ciutat de Manresa. Joan Vilanova va ser un dibuixant de vocació, un treballador infatigable que va compaginar, des dels 13 anys fins a la jubilació, la seva feina com a cap de magatzem a la C.A.M.E. (Companyia Anònima Manresana d'Electricitat), amb una segona jornada de treball com a dibuixant i il·lustrador d'encàrrec.
El fruit de tota una vida dedicada al dibuix és l'extensa, variada i complexa obra realitzada per Joan Vilanova, aquest dibuixant, humorista, dramaturg i activista cultural, que va des de col·laboracions en diaris i revistes, fins a cartells, portades de programes, ex-libris, nadales, llibres il·lustrats, etc.
Malgrat tot Joan Vilanova és, encara avui, un dibuixant força desconegut dins la gran tradició de la il·lustració catalana.
Vilanova es va criar a la sagristia de la Basílica de la Seu de Manresa, on va començar a dibuixar i a desenvolupar la seva passió per l'art des de jove. Va ser un il·lustrador reconegut i apreciat a Manresa, destacant per la seva col·laboració en revistes locals i per la seva obra satírica i caricaturesca. Va ser també un activista cultural i un gran defensor de la cultura catalana, deixant com a legat el seu gran treball en la il·lustració i la cultura catalana. Va morir el 21 d'agost de 1990.
A mitjans dels anys 90, la ciutat de Manresa crea el Premi de dibuix i gravat Joan Vilanova.

## Reconeixements
- Medalla d'Argent de la ciutat de Manresa el 1980.
- Medalla d'Or, concedida per l'Orfeó Manresà el 1983.
- Premi Bages de Cultura, atorgat per Òmnium Cultural, l'any 1985.